# Vrydagzynea albida
Vrydagzynea albida là một loài thực vật có hoa trong họ Lan. Loài này được (Blume) Blume miêu tả khoa học đầu tiên năm 1858.